# 木村草太
木村 草太（きむら そうた、1980年 - ）は、日本の法学者。専門は憲法学。東京都立大学大学院法学政治学研究科法学政治学専攻・法学部教授。高橋和之門下。

## 来歴
神奈川県横浜市生まれ。 神奈川県立横浜緑ケ丘高等学校、東京大学法学部卒業。同大学大学院法学政治学研究科助手（学士助手）、憲法学専攻。2006年 首都大学東京（「東京都立大学」に名称変更）大学院社会科学研究科法学政治学専攻・都市教養学部都市教養学科法学系助教授、のち准教授。2016年、首都大学東京大学院社会科学研究科法学政治学専攻・都市教養学部都市教養学科法学系教授。2018年首都大学東京大学院法学政治学研究科法学政治学専攻・法学部法学科法律学コース教授。2020年東京都立大学大学院法学政治学研究科法学政治学専攻・法学部法学科法律学コース教授（現職）。

## 人物
東京大学助手時代は高橋和之に師事。また、学部生時代には長谷部恭男のゼミにも属していた。TOKYO MXテレビの「田村淳の訊きたい放題」のコメンテーターや
テレビ朝日2016年3月まで「報道ステーション」でコメンテーター、沖縄タイムスでの連載「憲法の新手」の他、その他ラジオ番組等、マスメディアでの活動も多い。
趣味は将棋。各大学の法学部において一般的に開講されている「憲法」（人権論、統治機構論など）や「情報法」のような科目、及び憲法学のゼミの他に、将棋の戦法に関する知識を生かした「将棋で学ぶ法的思考・文書作成」など特色のある講義も担当している。メディアに出演する際は法学者としての出演が主であるが、名人戦や竜王戦などの各棋戦に関する話題、電王戦などコンピュータ将棋に関する話題など、将棋関係の事柄に言及するためにラジオ出演などをすることもある他、プロ棋士へのインタビューを行ったこともある。

## 見解

### 安全保障
立憲主義の擁護を標榜し、解釈改憲（憲法改正を伴わない）による集団的自衛権の行使容認などに反対している「立憲デモクラシーの会」に、樋口陽一、長谷部恭男、小林節ら著名な憲法学者とともに、呼びかけ人の一人として参加している。集団的自衛権の行使容認を含む安全保障関連法案（第3次安倍内閣による平和安全法制整備法案）については、2015年7月13日、衆議院の中央公聴会において公述人（野党・維新の党による推薦）として発言し、日本に対する「武力攻撃の着手」がない段階での武力行使は憲法違反であること、日本国憲法第9条の例外たる「必要最小限度の武力行使」の根拠となる明文の規定とされてきた日本国憲法第13条は政府に「国内の安全を確保する義務」を課しているのみであり、政府に「外国を防衛する義務」を課す規定は存在しないため、他国防衛を日本国憲法第9条の例外として認めることはできないこと、「防衛行政」として「行政権」に含みうる個別的自衛権の行使または「外交協力」として「外交権」に含みうるPKO等への協力とは異なり、集団的自衛権による他国防衛は行政権・外交権にとどまらない明らかな軍事権の行使であって、政府に軍事権を与えていない（行政権と外交権しか与えていない）日本国憲法においては政府による「越権行為」であり憲法違反であること、政府提出法案は日本国憲法第9条違反である以前にそもそも曖昧不明確ゆえに憲法違反であること、現行憲法の下で認められる自衛権の行使は個別的自衛権の範囲にとどまり、個別的自衛権を超える集団的自衛権の行使には国民投票による憲法改正が必須であること、政府は憲法を通じて国民から負託された権限しか行使ができないこと、等々を述べ、政府提出法案に反対の意を表明している。また、木村が報道機関などで解説しているとおり、従来の個別的自衛権の枠組みにおいても、日本に対する武力攻撃の「発生」を待たず、日本に対する武力攻撃の「着手」の段階で、武力行使（反撃）は可能であり、外国軍隊への武力攻撃が発生した場合であっても、それが同時に日本に対する武力攻撃の着手である場合には、武力行使（反撃）は可能である。
上述の安全保障関連法案については、法的には憲法違反であり、また国民の不支持によって政策的にも不要である、と木村は結論付けている。また憲法改正そのものについても、改正が成立しないということであれば、国民がそれを望んでいないということである、としている。
この木村の主張について、井上達夫は「戦力という最も危険な国家暴力に対する9条2項の明示的な禁止を、それについて何ら言及していない人権規定に勝手に読み込んで解除するなんて、法解釈の枠を越えた暴論であり、立憲主義の公然たる破壊行為」「憲法学者による『無血限定クーデタ』の試み」「13条の人権規定で9条が禁止する戦力が解禁されるというなら、専守枠内どころか安倍政権の集団的自衛権行使だって容認されてしまう」と強く批判しており、木村の主張するような「13条代用論」は、護憲派にとって自爆的であると論じている。
篠田英朗は木村の提唱する「軍事権学説」について「個別的自衛権は合憲だが、集団的自衛権は違憲」という主張とは関係がないのではと疑問を呈し、木村説では軍事権という「相手の主権を無視してそれを制圧する」権限を日本以外の国が持っていることになること、更には大日本帝国は軍事権を持つことになるので中国への侵略や真珠湾攻撃が正当化されることになるとして批判した。

### 米軍基地
沖縄タイムスの連載等では、沖縄県のアメリカ軍基地問題（普天間基地移設問題）についても論じている。辺野古への基地移設は「国政の重要事項」であり、日本国憲法第41条に定められる「立法」の管轄事項であって、辺野古の基地設置は法律により決定されるべきであり、法律を制定する場合は日本国憲法第95条により法的拘束力のある住民投票を行う必要がある、と木村は主張し、行政の判断により住民投票なく進められている辺野古基地移設については違憲の疑いがあるとしている。
日米地位協定について、日本国憲法第73条が内閣に与えた外交権で日米安保条約、日米地位協定があり、憲法の上に日米安保条約、日米地位協定があるのではないから、日本の主権である外交権で日米地位協定は改定できるとしている。

### 平等条項
助手論文は『平等なき平等条項論』であり、憲法学者としては、特に権利論の専門家として出発している。
「両性」という文言を以て「異性婚」について定めている日本国憲法第24条の内容は、あくまでも「両性の合意のみに基づいて成立」として「異性婚における男女の平等原則」を定めている（特に制定当時の日本においては家長の判断により女性の意思表示が尊重されない事例が見られたため、明文の規定が盛り込まれた）に過ぎず、同性婚を禁じる条文としては法解釈上絶対に読めないこと、そして、そもそも婚姻に関するその他の問題についても同性婚についてもその権利を制限する規定は日本国憲法上に存在せず、日本国憲法が保護する基本的権利として同性婚を含む婚姻の権利を考えるならば、日本国憲法の下において同性婚は保護されるべきであること、等々と説明し、日本国憲法第24条により同性婚が認められないという俗説を解消する活動も行っている。日本国憲法第14条及びアメリカ合衆国憲法修正第14条の研究は木村にとって助手論文『平等なき平等条項論』以来の研究テーマであり、アメリカ合衆国において同性婚が全面的に認められた（基本的権利としての同性婚の権利が保護されていなかったことについてアメリカ合衆国憲法違反とされた）合衆国最高裁判所の判決に際しては、ビデオニュース・ドットコムで判例法理の解説を行うとともに、基本的権利としての同性婚と日本国憲法（特に第13条と第14条）との関係について改めて論じた。

### 自民党憲法草案
自民党が2012年に作成した『日本国憲法改正草案』について、国民や野党に支持を呼びかけるというよりは、ごく一部の人たちの願望が表現されているだけであり「同人誌」のような印象を受けると批判している。

### 選択的夫婦別姓制度
選択的夫婦別姓制度導入に賛同している。2015年12月16日になされた最高裁大法廷の 同姓義務合憲判決（民集69巻8号2586頁）について、実は選択的夫婦別姓制度に対する理解を示しているものと解している。

### 同性結婚
2020年、同性婚の合憲性を問う集団訴訟（「結婚の自由をすべての人に」訴訟）において、原告側の主張を支持する立場の意見書を裁判所に提出。「国は、第2準備書面（注・2019年10月16日作成）で、婚姻が生殖関係保護のための制度であることを繰り返し強調するのみで、生殖とは結び付かない法律婚の効果について、異性間・同性間で区別する理由を全く説明していない。説明できる理由があれば、すでに、国は準備書面でそれを述べていたはずだろう。そうすると、被告国の準備書面は、親密関係保護に関する効果の区別を正当化できないことの証拠の一つとなっている」と述べた。2021年3月17日、札幌地方裁判所が、婚姻に関する民法と戸籍法の規定は法の下の平等を定めた憲法14条に違反するとの判決を下すと、これを受け、同年4月19日、「札幌地裁判決を踏まえた意見書」と題する意見書を作成し裁判所に提出した。その中で「札幌地裁判決の判断のうち、（中略）婚姻は自然生殖関係保護のためだけにあるのではなく、共同生活を保護するための制度でもあることを認めた点は、非常に意義深く、憲法14条1項の趣旨を十分に踏まえたものであり、控訴審においても維持されるべきであり、他の裁判所も同様に判断すべきである」と述べた。

## 著書

### 単著
- 『平等なき平等条項論――憲法14条1項とequal protection条項』（東京大学出版会、2008年）
- 『憲法の急所――権利論を組み立てる』（羽鳥書店、2011年／第2版･2017年）
- 『キヨミズ准教授の法学入門』（星海社新書、2012年）
- 『憲法の創造力』（NHK出版、2013年）
- 『テレビが伝えない憲法の話』（PHP新書、2014年）
- 『司法試験論文過去問LIVE解説講義本――木村草太憲法』（辰巳法律研究所、2014年）
- 『憲法という希望』(講談社現代新書 2016)
- 『木村草太の憲法の新手』沖縄タイムス社, 2017
- 『自衛隊と憲法 これからの改憲論議のために』(犀の教室Liberal Arts Lab)晶文社, 2018
- 『木村草太の憲法の新手 2』(沖縄タイムス, 2019)
- 『ほとんど憲法 上 小学生からの憲法入門』(河出書房新社, 2020)、朝倉世界一 (イラスト)
- 『ほとんど憲法 下 小学生からの憲法入門』(河出書房新社, 2020)、朝倉世界一 (イラスト)
- 『憲法学者の思考法』(青土社, 2021)
- 『憲法』（東京大学出版会,2024）

### 共著
- 『憲法学の現代的論点（第2版）』安西文雄,青井未帆,淺野博宣,小島慎司,佐々木弘通,宍戸常寿,林知更,巻美矢紀,南野森共著（有斐閣、2009年）
- 『憲法学再入門』（西村裕一共著、有斐閣、2014年）
- 『未完の憲法』（奥平康弘共著、潮出版社、2014年）
- 『「学問」はこんなにおもしろい！――憲法・経済・商い・ウナギ』安田洋祐,松井剛,青山潤共著, 星海社編集部編集（講談社、2014年）
- 『憲法の条件――戦後70年から考える』（大澤真幸共著、NHK出版新書、2015年）
- 『集団的自衛権はなぜ違憲なのか』國分功一郎共著（晶文社、2015年）
- 『検証・安保法案 どこが憲法違反か』長谷部恭男編 大森政輔,柳澤協二,青井未帆共著　有斐閣 2015
- 『ぼくらは未来にどうこたえるか』大澤真幸,小野善康,中島岳志共著 左右社 2016
- 『日本一やさしい「政治の教科書」できました。』津田大介,加藤玲奈, 向井地美音, 茂木忍共著, 朝日新聞社編. 朝日新聞出版, 2017
- 『憲法問答』橋下徹共著 徳間書店 2018
- 『AI時代の憲法論 人工知能に人権はあるか』編著, 佐藤優,山川宏著. 毎日新聞出版, 2018
- 『子どもの人権をまもるために』編 (犀の教室Liberal Arts Lab) 晶文社, 2018
- 『社会をつくる「物語」の力 学者と作家の創造的対話』新城カズマ共著. 光文社新書, 2018.
- 『「改憲」の論点』青井未帆,柳澤協二,中野晃一, 西谷修,山口二郎, 杉田敦, 石川健治共著. 集英社新書, 2018
- 『憲法を学問する』樋口陽一, 石川健治,蟻川恒正, 宍戸常寿共著. 有斐閣, 2019
- 『これが民主主義か？ 辺野古新基地に“NO”の理由』新垣毅,稲嶺進,高里鈴代,高木吉朗,宮城秋乃,紙野健二,前川喜平,安田浩一共著　(影書房, 2021)
- 『むずかしい天皇制』大澤真幸共著　(晶文社, 2021)

### 監修
- 『CD付　現代語訳でよむ　日本の憲法』（アルク、2015年）

## 論文
- 国立情報学研究所収録論文 国立情報学研究所

## 出演
- 報道ステーション（テレビ朝日、2015年3月30日〜2016年3月31日）
- ポリタスTV（YouTube、2020年6月29日）
- デモクラシータイムス（YouTube、2023年3月14日）